# La corona negra
La corona negra (La couronne noire en francés) es una película española (coproducida con Francia e Italia) de 1951, dirigida por Luis Saslavsky y protagonizada por María Félix. La película está basada en un argumento original de Jean Cocteau sobre la novela La Venus de Ille de Prosper Mérimée.

## Sinopsis
En la ciudad de Tánger, una mujer llamada Mara (María Félix) sufre de amnesia luego de asesinar a su marido, quien estaba a punto de exigir el divorcio por haberla sorprendido en amores ilícitos con un amante (Vittorio Gassman), al que solo le interesa hallar el lugar donde están ocultas unas preciadas joyas. Desorientada, la mujer huye y encuentra la ayuda de Andrés, que se enamora de ella e intenta que recupere la memoria. Aunque su patrona ve en las cartas del tarot que una corona negra que presagia la muerte gira en torno a la misteriosa mujer, Andrés no hace caso y acude con ella al hotel donde las pistas indican que se hospedaba. Mara es secuestrada por su antiguo amante y encerrada en un gimnasio de su propiedad, pero al estar amnésica no sabe decirle donde escondió las joyas de su marido.

## Elenco
- María Félix .... Mara Russell
- Rossano Brazzi .... Andrés
- Vittorio Gassman .... Mauricio
- José María Lado .... Sr. Russell
- Antonia Plana .... Sra. Russell
- Julia Caba Alba .... Flora
- Antonia Herrero
- María Francés .... María
- Casimiro Hurtado .... Conde Ludovico
- María Cañete .... Ana